# Lax’n’Busto
Lax’n’Busto är en katalansk (spansk) poprockgrupp. Man bildades 1986 och var därefter ett av de stora namnen inom rock català-rörelsen. Gitarristen och sångaren Pemi Fortuny lämnade gruppen 2006, varefter musikern och scenartisten Salva Racero fungerade som frontfigur fram till 2016. 2019 publicerades Polièdric, som det elfte studioalbumet i ordningen.

## Historia

### Bakgrund
Lax’n’Busto har sin bakgrund i småorten El Vendrell och den lokala gruppen Tangentes, med gitarristen Pemi Rovirosa, basisten Jesús Rovira och trummisen Jaume Piñol och tre andra musiker. Därefter bildade den nämnda trion en ny grupp – Lax’n’Busto – tillsammans med Pemi Fortuny, som därefter blev gruppens förstesångare.
Några år dessförinnan hade den tidigare starka katalanska vistraditionen – se nova cançó – efterträtts av ett antal katalanska rockgrupper som sjöng på spanska. När Lax’n’Busto debuterade mot slutet av 80-talet var man dock del av ytterligare en omsvängning i östra Spanien – rock català. Tillsammans med grupper som Sau, Els Pets och Sopa de Cabra (de flesta med ursprung i katalanska småorter) skulle man under en följd av år helt ta över den regionala musikscenen via poprock på katalanska.

### Tidig utgivning
1989 släppte Lax’n’Busto det första albumet, Vas de punt?... o què!!!. Det kom några år senare i en omarbetad version, där låten "Carme Flavià" tvingats bytas ut mot en cover av den snarlika "Lonely Boy" av Sex Pistols. Orsaken var att "Carme Flavià" skrivits om gymnasieläraren med samma namn, som bland annat underkänt eleven Jesús Rovira i ett antal ämnen. När gruppen senare blev känd, stämde Flavià gruppen med en senare förlikning som följd.
Det självbetitlade albumet Lax’n’Busto kom 1991, med singeln "Miami Beach". Året efter publicerades Qui ets tu?, den tredje skivan som på några dagar sålde 20 000 exemplar.
1995 kom gruppens fjärde album – La caixa que puja i baixa. Året därpå spelade man in livealbumet A l’auditori, samma år som gruppen bytte manager.
Sí hette gruppens nya album året 1998. Två år senare släpptes Llença’t, samma år som man genomförde 50 konserter.

### 00-talet, ny sångare
2003/2004 bytte man skivbolag, från Discmedi till Girona-baserade Música Global.
Två år senare bestämde sig gruppledaren Pemi Fortuny för att lämna gruppen, och han ersattes som sångare av den unge musikern och scenartisten Salva Racero. Samma år reste gruppen till Kalifornien för att spela in ett nytt album med Sylvia Massy som producent.
Albumet, som kom att få titeln Relax, placerade sig efter 2007 på 18:e plats på den spanska topplistan – trots att all musik sjöngs på regionspråket katalanska. Redan 2008 kom nästa album, Objectiu: La Lluna, med en titel inspirerad av Tintins äventyr (vars Månen tur och retur (del 1) har Objectif Lune som fransk originaltitel).

### Senare år
Juli 2010 delade Lax’n’Busto scen på Teatre Àngel Guimerà i hemorten El Vendrell med kammarorkestern Orquestra de Cambra de l’Empordà. Resultatet blev CD:n Simfònic, med 18 orkestrerade sånger inspelade live.
Nästa CD var 2013 års Tot és més senzill. Här hade låtarna en personlig prägel, och musiken var mer pop än rock. Året därpå kom även samlingsalbumet Essencials & rareses, med både mer kända och mindre kända låtar ur karriären.
2016 lämnande Salva Racero gruppen, med sikte på en egen solokarriär, varefter gruppen året därpå lades i malpåse. 2019 återkom man dock med albumet Polièdric, där sånginsatserna fördelades på en mängd olika gästartister – inklusive tidigare gruppmedlemmen Pemi Fortuny.

## Betydelse och utmärkelser

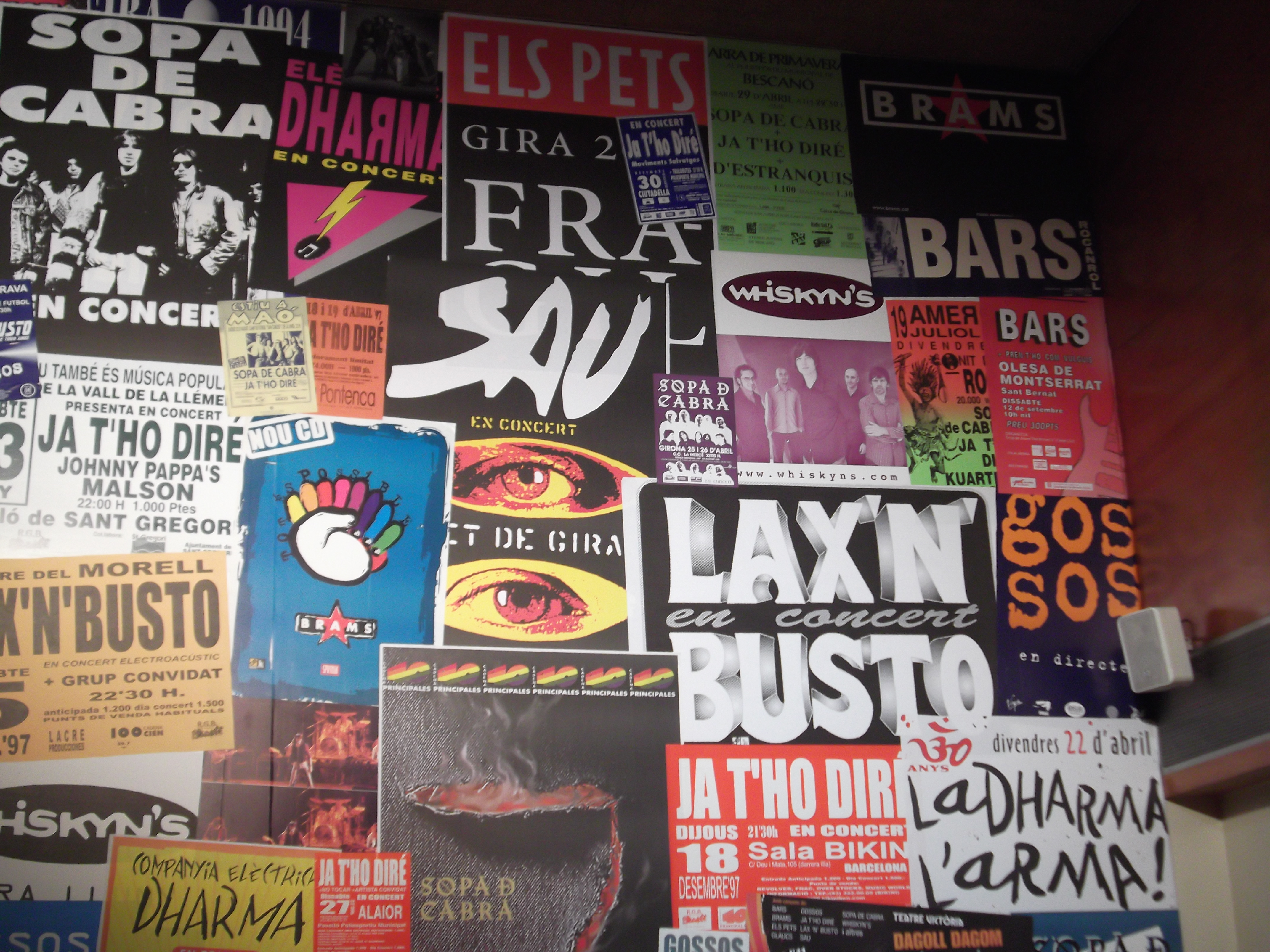
Lax’n’Busto var och är ett av de framträdande namnen inom rock català.

Lax’n’Busto var en av de viktigaste grupperna i rock català-rörelsen åren kring 1990. Populariteten visade sig även i en mängd konsertturnéer och prisbelönta album under både 1990- och 2000-talet. Nedan listas de av den ledande katalanska branschtidningen Enderrocks priser som gått till Lax’n’Busto.
- 1994 – "Premi Enderrock" i kategorierna Årets album på katalanska (Qui ets tu?) / Bästa sång ("Més que la meva sang") / Årets video ("Més que la meva sang")[5]
- 1995 – "Premi Enderrock" i kategorierna Årets artist / Årets video ("Nen, surt al carrer") / Årets skivomslag (La caixa que puja i baixa)
- 1999 – "Premi Enderrock" i kategorin Årets poprockalbum (Sí)
- 2001 – "Premi Enderrock" i kategorierna Årets poprockartist / Årets poprockalbum (Llença’t) / Årets poprocksång ("Llença’t") / Årets video ("Llença’t")
- 2004 – "Premi Enderrock" i kategorierna Årets poprockartist / Årets poprockalbum (Morfina) / Årets konsert
- 2005 – "Premi Enderrock" i kategorierna Årets artist / Årets poprockgrupp / Årets poprockkonsert / Årets musik-DVD (Amb tu)
- 2008 – "Premi Enderrock" i kategorin Årets musiksajt
- 2009 – "Premi Enderrock" i kategorierna Årets poprocksång / Årets poprockkonsert / Årets skivomslag (Objectiu: La Lluna)

## Diskografi
Studioalbum
- 1989 – Vas de punt? ... o què! (’Vad menas? … hörru!’), Perfil
- 1991 – Lax'n'Busto, Discmedi
- 1993 – Qui ets tu? (’Vem är du?’), Discmedi
- 1995 – La caixa que puja i baixa (’Lådan går upp och ner’), Discmedi
- 1998 – Sí ('Ja'), Discmedi
- 2000 – Llença't (’Släng dig’), Discmedi
- 2003 – Morfina, Música Global
- 2007 – Relax, Música Global
- 2008 – Objectiu: La Lluna (’Mål: månen’), Música Global
- 2013 – Tot és més senzill (’Allt är enklare’), RGB Suports
- 2019 – Polièdric (’Polyedrisk’ / ’Mångsidig’), RGB Suports

Övriga album
- 1996 – A l’Auditori (livealbum, inspelat i l’Auditori Pau Casals i El Vendrell)
- 2004 – Amb tu (livealbum)
- 2009 – Lax’n’Busto a l’Apolo (livealbum, inspelat i l’Apolo i Barcelona)
- 2010 – Simfònic (livealbum, inspelat med orkester)
- 2014 – Essencials & rareses (samlingsalbum), RGB Suports

## Medlemmar
- Cristian G. Montenegro – gitarr (född 1970 i Vilafranca del Penedès)
- Jaume "Jimmy" Piñol – trummor, kör (född 1971 i El Vendrell)
- Jesús Rovira – bas, kör (född 1968 i El Vendrell)
- Pemi Rovirosa – gitarr, kör (född 1969 i El Vendrell)

### Tidigare medlemmar
- Pemi Fortuny – sång, gitarr (född 1965 i El Vendrell; lämnade gruppen 2006
- Salva[dor] Racero – sång (2006–2016)
- Eduard Font – keyboard (född 1975 i Torroella de Montgrí; även spelat med Sopa de Cabra